# Reinventing the Steel
| 전문가 평가          | 전문가 평가 |
| 평가 점수            | 평가 점수   |
| 출처                 | 점수        |
| -------------------- | ----------- |
| AllMusic             | [ 1 ]       |
| Alternative Press    | [ 2 ]       |
| The Austin Chronicle | [ 3 ]       |
| Blabbermouth.net     | 8/10        |
| Chronicles of Chaos  | 7/10        |
| Entertainment Weekly | B+          |
| NME                  | 6/10        |
| Q                    | [ 2 ]       |
| Robert Christgau     | [ 7 ]       |
| Rolling Stone        | [ 8 ]       |

《Reinventing the Steel》은 2000년 3월 21일, 이스트웨스트 레코드를 통해 발매된 미국의 헤비 메탈 밴드 판테라의 아홉 번째이자 마지막 스튜디오 음반이다.

## 배경
오스트레일리아에서는 이 음반의 2디스크인 "투어 에디션"이 발매되었다. 첫 번째 음반은 스튜디오 음반으로 구성되었고, 두 번째 음반은 비공식 히트 컴필레이션이다.
다른 판테라 발매와는 달리, 두 개의 B-사이드가 각각 《드라큘라 2000》과 《헤비 메탈 2000》과 《텍사스 전기톱 연쇄살인사건》 사운드트랙에서 발견된 〈Avoid the Light〉와 〈Immortally Insane〉 세션에서 녹음되었다.

## 커버 아트
커버 아트는 판테라의 리드싱어 필 안젤모의 친구인 스콧 칼리바(1967년 ~ 2003년)의 작품이다. 칼리바는 앤젤모의 집에서 파티 참석자가 와일드 터키 버번 위스키 병을 움켜쥐고 모닥불을 뚫고 뛰어내리는 사진을 찍었다. 병이 커버에 모자이크 처리되어 라벨이 보이지 않았다.

## 곡 목록
모든 곡들은 판테라에 의해 작사/작곡하였다.
| #   | 제목                                     | 재생 시간 |
| --- | ---------------------------------------- | --------- |
| 1.  | 〈Hellbound〉                            | 2:41      |
| 2.  | 〈Goddamn Electric〉                     | 4:56      |
| 3.  | 〈Yesterday Don't Mean Shit〉            | 4:19      |
| 4.  | 〈You've Got to Belong to It〉           | 4:13      |
| 5.  | 〈Revolution Is My Name〉                | 5:15      |
| 6.  | 〈Death Rattle〉                         | 3:17      |
| 7.  | 〈We'll Grind That Axe for a Long Time〉 | 3:44      |
| 8.  | 〈Uplift〉                               | 3:45      |
| 9.  | 〈It Makes Them Disappear〉              | 6:21      |
| 10. | 〈I'll Cast a Shadow〉                   | 5:22      |

## 인증
| 국가        | 인증 | 판매량/출하량 |
| ----------- | ---- | ------------- |
| 미국 (RIAA) | 골드 | 593,000       |